# Rinko Kikuchi
Yuriko Kikuchi (菊地 百合子 Kikuchi Yuriko?,  Hadano, Prefectura de Kanagawa, 6 de enero de 1981), más conocida por su nombre artístico de Rinko Kikuchi (菊地 凛子 Kikuchi Rinko?), es una actriz japonesa. Kikuchi fue la primera actriz japonesa en ser nominada a un Premio Óscar en cincuenta años por su papel de Chieko Wataya en la película Babel (2006), que le ha ganado fama internacional. Ganadora del premio Gotham al mejor actor revelación, Kikuchi fue nominada al Globo de Oro y al Óscar a la mejor actriz de reparto.

## Vida personal
Después de conocerse en 2009, Kikuchi mantuvo una relación de dos años con el director Spike Jonze, con quien residió brevemente en Nueva York.
Kikuchi se casó con el actor japonés Shōta Sometani el 31 de diciembre de 2014. En octubre de 2016, Kikuchi dio a luz a su primer hijo. Su segundo hijo nació a finales de 2018.

## Filmografía

### Televisión
- Bakayaro! Special 2 (1999)
- Kawaii dakeja Dame kashira (1999)
- Churasan (2001)
- kokiku (2001)
- The Private Detective Mike Hama (2002)
- Uchu ni Ichiban Chikai basho (2003)
- Ai to Shihonshugi (2003)
- The Reason (2004)
- Liar Game 2 (2009–2010)
- Moteki (2010)
- Gu-Gu Datte Neko de Aru (2014)
- To Give a Dream (2015)
- Terra Formars: A New Hope (2016)
- Westworld (2018)
- A Butterfly Effect: The Murder Analysis Team (2019)
- Invasion (2021)
- PICU: Shoni Shuchu Chiryo Shitsu (2022)
- Tokyo Vice (2022-2024)
- The 13 Lords of the Shogun (2022)
- Boogie Woogie (2023–2024)
- The Tiger and Her Wings (2024)
- The Hot Spot (2025)

### Películas
- Ya Boy Kongming! The Movie (2025)
- Who's Gone (2024)
- Yoko (2023)
- In Love and Deep Water (2023)
- Dai kaijū no ato shimatsu (2022)
- We Are The Little Zombies (2019)
- Pacific Rim 2 "Insurreccion" (2018)
- Highheels: A Fairy Tale Born of Obsession (2017)
- Terra Formars (2016)
- Dear Deer (2015)
- Nadie quiere la noche (2015)
- Last Summer (2014)
- Kumiko, the Treasure Hunter (2014)
- Pacific Rim (2013)
- 47 Ronin (2013)
- The Warped Forest (2011)
- Love Strikes! (2011)
- At River's Edge (2011)
- Tokio Blues (Norwegian Wood) (2010)
- Shanghai (2010)
- 42 One Dream Rush (2009)
- Assault Girls (2009)
- Sideways (2009)
- Strawberry Seminar (2009)
- Mapa de los sonidos de Tokio (2009)
- Kiru – KILL (2008)
- The Sky Crawlers (2008)
- The Brothers Bloom (2008)
- Tokyo Serendipity (2007)
- Genius Party (2007)
- Zukan ni Nottenai Mushi (2007)
- Umi de no hanashi (2006)
- Babel (2006)
- Warau Mikaeru (2006)
- Nice no mori: The First Contact (2006)
- Tagatameni (2005)
- Riyu (2004)
- Survive Style 5+ (2004)
- 69 (sixty nine) (2004)
- El sabor del té (2004)
- Tori (2004)
- 17 sai (2003)
- Hachigatsu no Maboroshi (2002)
- Mike Yokohama: A Forest with No Name (2002)
- DRUG (2001)
- Sora no Ana (2001)
- Paradice (2001)
- Akai Shibafu (2000)
- Sanmon Yakusha (2000)
- Ikitai (1999)

Ha aparecido también en varios anuncios comerciales en Japón.

## Premios y nominaciones
Premios Óscar
| Año  | Categoría               | Película | Resultado |
| ---- | ----------------------- | -------- | --------- |
| 2007 | Mejor actriz de reparto | Babel    | Nominada  |

Globos de Oro
| Año  | Categoría               | Película | Resultado |
| ---- | ----------------------- | -------- | --------- |
| 2006 | Mejor actriz de reparto | Babel    | Nominada  |

Premios del Sindicato de Actores
| Año  | Categoría               | Película | Resultado |
| ---- | ----------------------- | -------- | --------- |
| 2006 | Mejor reparto           | Babel    | Nominada  |
| 2006 | Mejor actriz de reparto | Babel    | Nominada  |

Satellite Awards
| Año  | Categoría               | Película | Resultado |
| ---- | ----------------------- | -------- | --------- |
| 2006 | Mejor Actriz de reparto | Babel    | Ganadora  |